# Opération Portugal 2 : La Vie de château
Série
Opération Portugal
(2021)
Pour plus de détails, voir Fiche technique et Distribution.
Opération Portugal 2 : La Vie de château est une comédie française réalisée par Frank Cimière et sortie en 2024. C'est la suite de Opération Portugal, du même réalisateur, sorti en 2021.

## Synopsis
Hakim, policier maladroit et gaffeur malgré lui qui va quitter son envahissante mère pour se marier, est contraint par ses camarades à une mission d'infiltration auprès d'un promoteur véreux qui arnaque la communauté portugaise.

## Fiche technique
Sauf indication contraire, les informations mentionnées dans cette section peuvent être confirmées par les bases de données cinématographiques IMDb et Allociné,  présentes dans la section « Liens externes ».
- Titre original : Opération Portugal 2 : La Vie de château
- Réalisation : Frank Cimière
- Scénario : Frank Cimière et D'jal
- Musique : Nicolas Duport
- Décors :
- Costumes :
- Photographie :
- Son :
- Montage :
- Production : Marc Missonnier
  - Production exécutive : Christine de Jekel
- Sociétés de production : Moana Films et Coupains Productions
- Société de distribution : Sony Pictures
- Budget :
- Pays de production :  France
- Langue originale : français
- Format :
- Genre : comédie
- Durée : 93 minutes
- Dates de sortie :
  - France : 7 février 2024

## Distribution
Sauf indication contraire ou complémentaire, les informations mentionnées dans cette section peuvent être confirmées par la base de données IMDb.
- D'jal : Hakim Douhieb
- Grégoire Bonnet : Pierre-Henry, comte de Neuville
- Aurélie Boquien : Marie-Elizabeth, comtesse de Neuville
- Sarah Perles : Julia de Almeida
- Pierre Azéma : le commissaire Jean-Luc Chabrol
- Farida Ouchani : Aïcha, la mère d'Hakim
- Carmen Santos : Avó Lena
- Éric Da Costa : Fernando
- José da Silva : Claude
- Serge Da Silva : Carlos
- Bruno Sanches : Gonçalves, l'agent qui se fait passer pour l'ambassadeur du Portugal
- Franck Migeon : le prêtre
- Khalid Maadour : l’imam
- François Bureloup : le majordome
- Benjamin Gauthier : Huard, le banquier
- José Nabaïs : José
- Mouss Zouheyri : Mohamed
- Manuel Sá Pessoa : le vrai ambassadeur du Portugal
- Nicky Naudé : le député
- Pierre Samuel : le wedding planner